# Fatih Atik
Fatih Atik (sinh 25 tháng 2 năm 1984 ở Gleizé, Rhône) là một cầu thủ bóng đá Pháp gốc Thổ Nhĩ Kỳ. Anh hiện tại đang thi đấu cho câu lạc bộ TFF First League Giresunspor, ở vị trí tiền vệ.

## Sự nghiệp chuyên nghiệp
Ngày 16 tháng 4 năm 2014, anh ghi bàn thắng ở hiệp phụ trong trận bán kết giúp Guingamp có chiến thắng bất ngờ 3-1 trước Monaco và vào Chung kết Cúp bóng đá Pháp 2014, nơi họ tiếp tục giành chiến thắng, còn anh chỉ chơi 6 phút cuối trước Rennes khi thay người cho Claudio Beauvue. Bàn thắng gỡ hòa, trong trận đấu giải vô địch trước Monaco on 7 May, đã giúp Paris Saint-Germain có danh hiệu Ligue 1.

## Danh hiệu
Guingamp
- Cúp bóng đá Pháp: 2013–14